# Lubomin (Stare Bogaczowice)

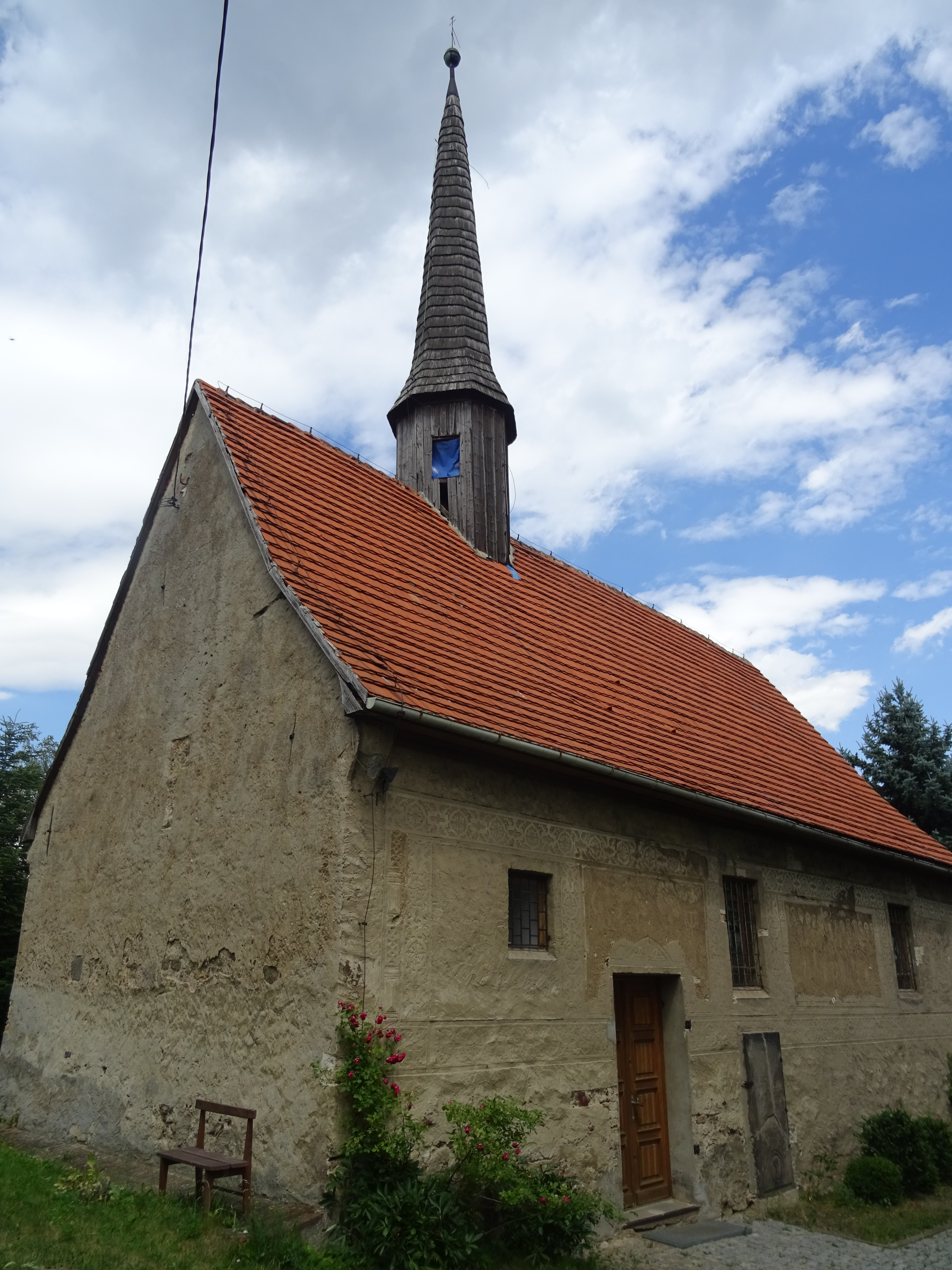
Kirche

Lubomin (deutsch Liebersdorf) ist ein Dorf im Powiat Wałbrzyski (Powiat Waldenburg) in der polnischen Woiwodschaft Niederschlesien. Es liegt südlich von Stare Bogaczowice, zu dessen Landgemeinde es gehört.

## Geographische Lage
Die Ortschaft liegt in Niederschlesien,  vier Kilometer westlich von Szczawno-Zdrój (Bad Salzbrunn) entfernt. Nachbarorte sind Stare Bogaczowice im Norden, Struga im Nordosten, Konradów im Südosten, Gorce sowie Jabłów im Südwesten und Witków im Westen.

## Geschichte
Liebersdorf wurde urkundlich erstmals 1285 als „Lybrichsdorf“ erwähnt und gehörte zum Rittergut Adelsbach. Für das Jahr 1305 ist unter der lateinischen Bezeichnung Villa Lybrici eine Kirche belegt. 1377 gehörte Liebersdorf den Brüdern Ulrich Schoff und Heinz Seydlitz. Zusammen mit dem Herzogtum Schweidnitz fiel es 1368 an die Krone Böhmen. 1453 verkaufte der Schweidnitzer Landeshauptmann Hans von Kolditz im Auftrag des Königs von Böhmen Liebersdorf und weitere Ortschaften in der Umgebung dem Hermann von Czettritz auf Fürstenstein, bei dessen Nachkommen es bis 1728 verblieb. Für das Jahr 1576 sind 14 Bauern nachgewiesen, und 1599 verfügte es über eine eigene Schule. Nach dem Dreißigjährigen Krieg wurde die während der Reformation evangelische Kirche den Katholiken zurückgegeben.
Nach dem Ersten Schlesischen Krieg fiel Liebersdorf zusammen mit Schlesien 1742 an Preußen. Im selben Jahr wurde eine evangelische Schule eröffnet. 1765 gehörte Liebersdorf der Familie von Kluge. Für 1785 sind nachgewiesen: eine katholische Pfarrkirche mit Pfarrhaus, eine Mühle sowie 20 Gärtner, fünf Häusler und zwölf Handwerker. 1787–1795 betrieben die Brüder Treutler aus Waldenburg die Grube „Friedrich Wilhelm“, in der jährlich etwa 800 Tonnen Steinkohle gefördert wurden. In den Napoleonischen Kriegen fand 1807 an der Roten Höhe bei Liebersdorf ein Gefecht statt. Nach der Neugliederung Preußens gelangte Liebersdorf 1815 an die Provinz Schlesien und gehörte ab 1816 zum Landkreis Landeshut. 1823 wurde in der Kolonie Hochwald eine Glashütte eröffnet. Im 19. Jahrhundert entwickelte sich die Leinenweberei.
Für das Jahr 1818 sind 418 Einwohner nachgewiesen, 1840 waren es 525 und 1872 schließlich 777 Einwohner. 1910 bestand Liebersdorf aus 1.107 Einwohnern, zu denen in der Kolonie Hochwald 335 und in der Kolonie Neuliebersdorf 136 Einwohner hinzu kamen.
Seit 1874 war die Landgemeinde Liebersdorf Sitz des gleichnamigen Amtsbezirks, zu dem auch die Landgemeinden Gaablau und Rothenbach gehörten. 1910 wurde der Amtsbezirk Liebersdorf in Amtsbezirk Rothenbach in Schlesien umbenannt. Dieser wurde zum 1. April 1934 mit den Landgemeinden Gaablau, Liebersdorf und Rothenbach in den Landkreis Waldenburg eingegliedert. 1939 lebten 977 Menschen in Liebersdorf.
Nach Ende des Zweiten Weltkriegs wurde Liebersdorf 1945 von der sowjetischen Besatzungsmacht unter polnische Verwaltung gestellt. Die Polen führten für Lieberdorf zunächst die Ortsbezeichnung Miłosna ein und ersetzten diese  1947 durch den Ortsnamen Lubomin. Die deutsche Bevölkerung wurde in der Folgezeit von der örtlichen polnischen Verwaltungsbehörde vertrieben. Die neu angesiedelten Bewohner kamen vorwiegend aus Gebieten östlich der Curzon-Linie, im Rahmen der „Westverschiebung Polens“. Ihre Herkunftsgebiete im früheren Ostpolen waren im Polnisch-Sowjetischen Krieg (1919–1921) von Polen erobert worden, fielen mit der sowjetischen Besetzung 1939 an die Sowjetunion, wurden beim deutschen Überfall auf die Sowjetunion 1941 deutsch besetzt und kamen nach Ende des Zweiten Weltkriegs zurück an die Sowjetunion. Zunächst behielt das Dorf seinen landwirtschaftlichen Charakter, jedoch nahm in den nächsten Jahrzehnten die Einwohnerzahl deutlich ab, wodurch zahlreiche Häuser dem Verfall preisgegeben wurden. 
1975–1998 gehörte Lubomin zur Woiwodschaft Wałbrzych (deutsch Waldenburg).